# Jasmin (Diznijev lik)
Jasmin je jedan od glavnih likova iz Diznijevog crtanog filma Aladin, njegova dva nastavka (Aladin 2: Povratak Džafara i Aladin i kralj lopova), kao i igranog rimejka crtanog filma. Ona je prva crna princeza koja se pojavila u Diznijevim crtanim filmovima.
Glas u prvom crtanom filmu joj su joj davale Linda Larkin u dijalozima i Lea Salonga u pesmama. Crtani film je prvi put ugledao svetlost dana 1992. godine. U nastavcima filma, Leu Salongu je kao Jasminin glas u pesmama zamenila Liz Kolavej, dok je Linda Larkin ostala glas u dijalozima. U igranom filmu, Jasmin je tumačila Naomi Skot.
U srpskoj sinhronizaciji filma glas su joj pozajmile Mariana Aranđelović u dijalozima i Mirjana Stojanović u pesmama. Postoje dve srpske sinhronizacije serije, studio Laudvorks sinh, gde je Jasmin Mariana Aranđelović i studio Mirius sinh, gde je Jasmin Bojana Stefanović. U sinhronizaciji igranog filma, glas su joj pozajmile Milena Živanović u dijalozima i Irina Arsenijević u pesmama.

## Originalni film

### Princeza
Jasmin je prelepa arapska princeza, princeza Agrabaha, koja dane provodi u palati dosađujući se. Najčešće je obučena u zeleno. Plemićka titula joj omogućava zlato i raskošan život u palati, ali to njoj nije dovoljno. Njen život je ograničen visokim zidinama koje okružuju palatu izvan kojih ona ne može da izađe, a želela bi.

### Bekstvo iz palate
Kako su godine prolazile, približilo se vreme za njenu udaju. Njen otac joj pomaže u odabiru budućeg mladoženje, ali se ta potraga završava bezuspešno. Nijedan od prinčeva nije ostavio na nju dovoljan utisak nakon kojeg bi ona poželela da se uda. Prinčevi su se pokazali neiskreni, a njoj nije stalo do titule jer više ceni iskrenost čoveka. Postaje tužna, oseća se loše i jednom prilikom izjavljuje ocu da ona možda ni ne želi više da bude princeza zbog zakona po kojem se ona mora udati samo za princa, a ne za nekog običnog čoveka. Otac se tome suprotstavlja i jedne noći, ne izdržavši više boravak u palati, ona beži preskačući ogradu uz pomoć njenog ljubimca, tigra Raže, koji joj je inače pomagao u isterivanju potencijalnih mladoženja koji se njoj nisu sviđali.

### Nezgoda na pijaci i Jasminino vraćanje u palatu
Bekstvo joj omogućava da vidi kakav je zapravo život izvan palate. Ona šeta pijacom i sve joj deluje pomalo neobično, na neki način interesantno. Upravo na pijaci dolazi u nezgodnu situaciju zbog jedne jabuke koju je neka devojka ukrala, a ona da bi tu devojku spasila od kazne – sečenja ruke, otkriva prodavcu svoje plemićko poreklo i kaže da će njen otac, sultan, platiti jabuku. Prodavac joj ne veruje i taman što kreće da je uhvati za ruku da mu ne bi pobegla, kako bi je kaznio, dolazi Aladin koji je spašava, nedovoljno lukavo jer Aladinov mali prijatelj, majmunčić Abu nije mogao da odoli da ne ukrade par jabuka i da pobegne. Naravno, oni uspevaju da pobegnu, odlaze u Aladinov dom, ako se tako može nazvati, ali taman što su njih dvoje započeli razgovor, uleće sultanova policija da ih uhvati zbog krađe jabuka. Uočavaju da je ona princeza i vraćaju je u palatu. Njen otac je razočaran zbog njenog bežanja i odlučuje da joj on nađe princa, makar  protiv njene volje. Ona je sve više razočarana, ali joj je bar u mislima nepoznati mladić sa pijace, Aladin.

#### Njen budući muž Aladin
Aladin, “ulični pacov” kako ga je zvala sultanova policija, u stvari je jedan siromašan dečko koji živi na ulici. Da bi se prehranio on krade hleb, jabuke; stalno ga juri policija zbog toga, a on uvek nekako umakne. U krađi mu pomaže majmunčić Abu, sa kojim i živi. Njegov ceo život se menja kad protrlja čarobnu lampu i oslobodi urnebesno smešnog i živahnog Duha koji će ponuditi da mu ispuni tri želje. Drugom željom duh ga čini princom jer Aladin smatra da će tek takav, sa titulom i velikim bogatstvom, moći da priđe princezi Jasmin. Ipak, on saznaje kakvog muškarca Jasmin traži i on joj otkriva svoj pravi identitet. Nakon nekih nesuglasica, otkrivanja tajni, vožnje Aladinovim čarobnim letećim ćilimom,  prve pobede nad zlim i koristoljubivim sultanovim vezirom Džafarom, Aladin i Jasmin će se zbližiti i biti zajedno. 

## Aladin  i kralj lopova
U nastavku Aladin i kralj lopova (engl. Aladdin and the King of Thieves), tek jednom od nastavaka ovog crtaća, u Agrabahu se priprema veličanstvena zabava i izgledalo je da će se princeza Jasmin i Aladin konačno venčati. Međutim, venčanje biva prekinuto zbog upada legendarne grupe Četrdeset lopova. Ova grupa isplanirala je da, između ostalog, ukrade iz palate i sveznajuću Proročicu koje ih može dovesti do bogatstva o kojem nisu ni sanjali. Aladin saznaje da je vođa te grupe, čuveni Kralj lopova, zapravo njegov otac kojeg nije video odmalena i za kojeg je mislio da je mrtav. Iako je i Aladinov otac učestvovao u krađi, Jasmin Aladinu ne okreće leđa već mu pruža podršku u upoznavanju njegovog oca i u njegovom spašavanju od grupe Četrdeset lopova. Sve se rešava i na kraju se konačno Jasmin i Aladin venčavaju. 
U svakom nastavku ovog crtanog filma Jasmin će biti uz Aladina, pružajući mu podršku i neprestano razumevanje. Pokazaće se kao snažna i hrabra.

## Spoljašnje veze
- Crtani Aladin
- Linda Larkin
- lik princeze Jasmin Архивирано на веб-сајту  (20. јануар 2009)